# Північний Шлезвіг

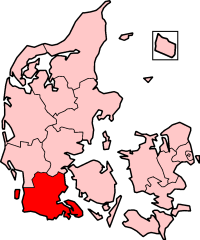
Північний Шлезвіг

Північний Шлезвіг (нім. Nordschleswig, дан. Nordslesvig) — регіон на півдні Данії, на Ютландському півострові. Частина колишнього Шлезвігського герцогства. У 1867—1920 роках входив до складу Шлезвігського урядового округу Шлезвіг-Гольштейнської провінції Німеччини. Поділявся на Апенрадський, Гадерслебенський, Зондебурзький повіти. Після поразки німців у Першій Світовій війні відійшов до Данії за результатами Шлезвігського плебісциту. Частина Шлезвігу, яка лишилися під німецьким контролем називається Південним Шлезвігом. Площа —  5794 км².

## Повіти
- 1867—1920: 
  - Апенрадський повіт
  - Гадерслебенський повіт
  - Зондебурзький повіт
  - Північні райони Тондернського повіту
  - Північні райони Фленсбурзького повіту